# Преоне
Преоне (итал. Preone) —  коммуна в Италии, располагается в регионе Фриули-Венеция-Джулия, в провинции Удине.
Население составляет 293 человека (2008 г.), плотность населения составляет 13 чел./км². Занимает площадь 23 км². Почтовый индекс — 33020. Телефонный код — 0433.
Покровителем коммуны почитается святой Георгий, празднование 23 апреля.

## Демография
Динамика населения:

## Администрация коммуны
- Официальный сайт: http://www.preone.org/ Архивная копия от 25 мая 2010 на Wayback Machine